# Kolumna Maryjna w Nowej Rudzie
Kolumna Maryjna w Nowej Rudzie – barokowa kolumna maryjna postawiona w 1713 r., znajdująca się obecnie na terenie cmentarza w Nowej Rudzie.
Na postumencie znajduje się inskrypcja po łac. MARIA SACRÆ  VIRGINI DEI PARÆ HONORI PONI FECIT/Marii świętej dziewicy Bogu równej z honorami postawiono, z chronostychem zawierającym datę postawienia: MDCCVIIIIIII - 1712. DIE E MAIO BIS SEXTA CONSECRANS. C.F.P./Dnia 12 maja poświęcona, z chronostychem MDCCXIII - 1713. W XVIII w. przy kolumnie odprawiano nabożeństwa i msze święte. Znajduje się przy wejsciu na cmentarz od ul. Loretańskiej. 

## Zobacz też

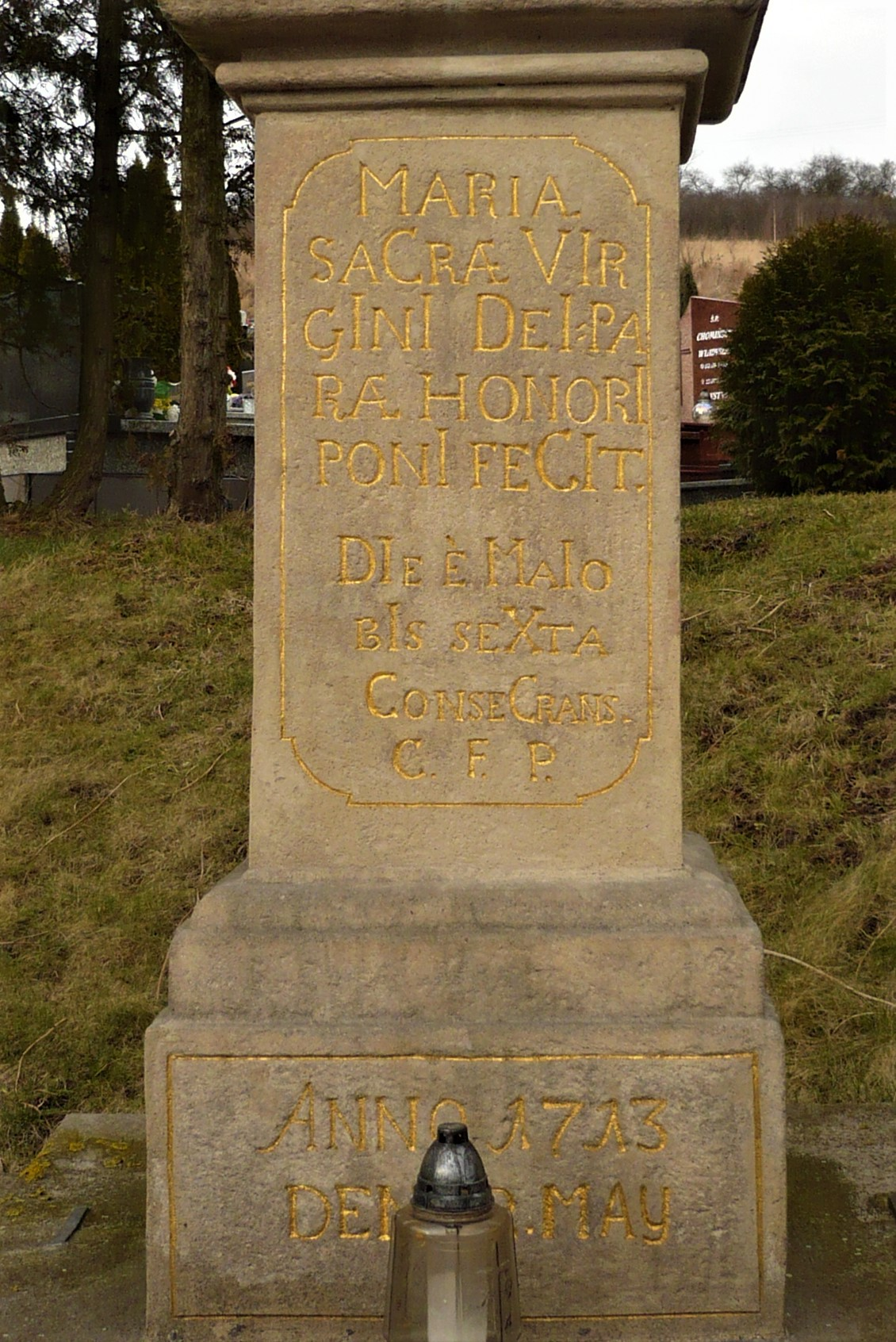
Postument z inskrypcją
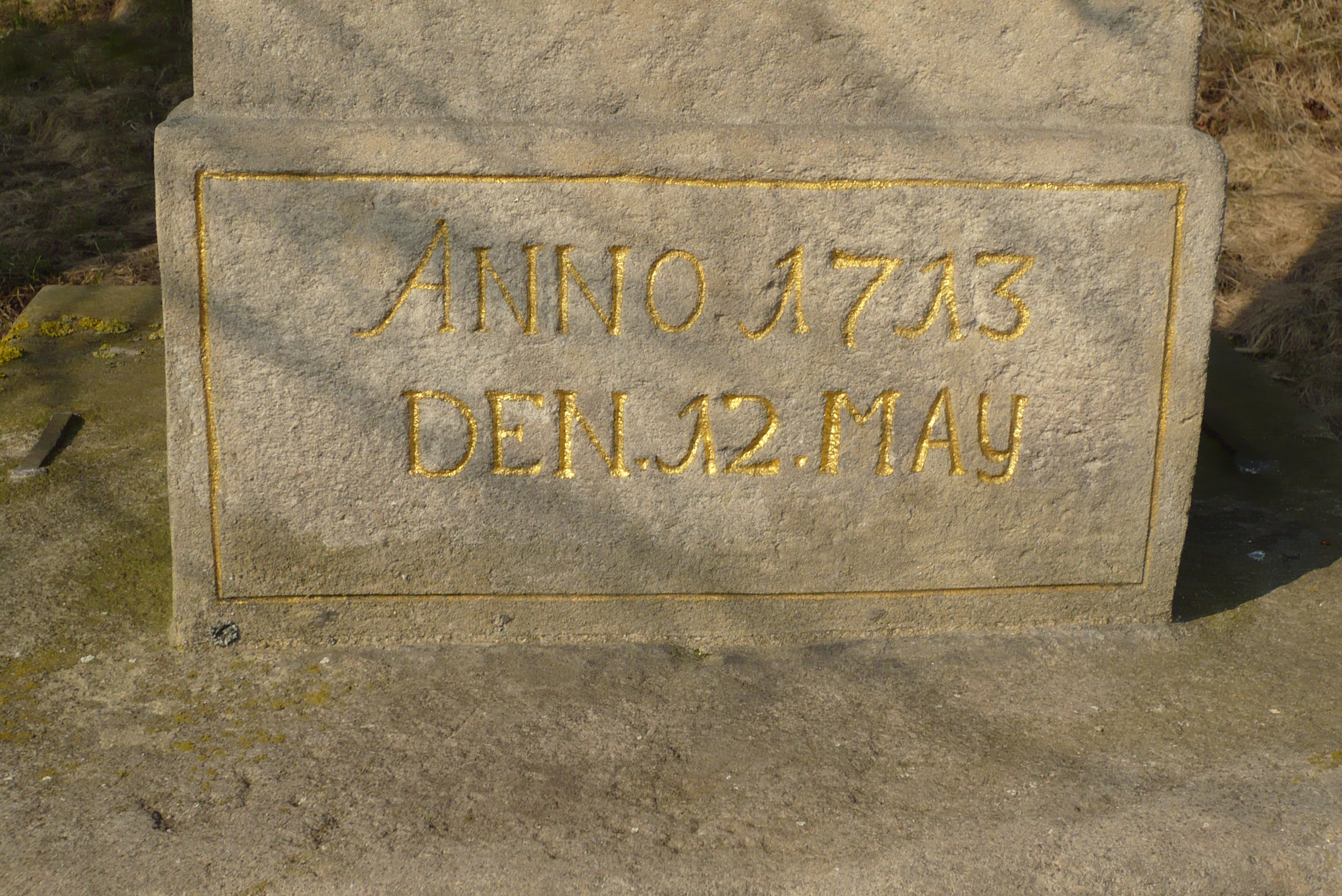
Inskrypcja